# Oberea infranigra
Oberea infranigra är en skalbaggsart som beskrevs av Stefan von Breuning 1962. Oberea infranigra ingår i släktet Oberea och familjen långhorningar. Inga underarter finns listade i Catalogue of Life.